# Liste der Kulturdenkmale im Andreasviertel und im Viertel Petersberg-Domberg
Die Liste der Kulturdenkmale im Andreasviertel enthält die Kulturdenkmale des Andreasviertels und des Viertels Petersberg-Domberg des Erfurter Stadtteils Altstadt, die vom Thüringischen Landesamt für Denkmalpflege und Archäologie als Bau- und Kunstdenkmale auf dem Gebiet der Stadt mit Stand vom 24. April 2024 erfasst wurden.

## Legende
- Bild: zeigt ein Bild des Kulturdenkmals und gegebenenfalls einen Link zu weiteren Fotos des Kulturdenkmals im Medienarchiv Wikimedia Commons
- Bezeichnung: Name, Bezeichnung oder die Art des Kulturdenkmals
- Lage: Wenn vorhanden Straßenname und Hausnummer des Kulturdenkmals; Grundsortierung der Liste erfolgt nach dieser Adresse. Der Link Karte führt zu verschiedenen Kartendarstellungen und nennt die Koordinaten des Kulturdenkmals.
 Kartenansicht, um Koordinaten zu setzen – in dieser Kartenansicht sind Kulturdenkmale ohne Koordinaten mit einem roten bzw. orangen Marker dargestellt und können in der Karte gesetzt werden. Kulturdenkmale ohne Bild sind mit einem blauen bzw. roten Marker gekennzeichnet, Kulturdenkmale mit Bild mit einem grünen bzw. orangen Marker.
- Datierung: gibt das Jahr der Fertigstellung beziehungsweise das Datum der Erstnennung oder den Zeitraum der Errichtung an
- Beschreibung: bauliche und geschichtliche Einzelheiten des Kulturdenkmals, vorzugsweise die Denkmaleigenschaften
- ID: Die ID identifiziert das Kulturdenkmal eindeutig. In Thüringen sind aktuell keine IDs veröffentlicht. In der ID-Spalte kann sich auch folgendes Icon  befinden, dies führt zu Angaben zu diesem Kulturdenkmal bei Wikidata.

## Liste der Kulturdenkmale in Andreasviertel

### Andreasstraße
| Bild                           | Bezeichnung                               | Lage                                      | Datierung | Beschreibung                                                                                               | ID |
| ------------------------------ | ----------------------------------------- | ----------------------------------------- | --------- | --- | -- |
| weitere Bilder Fotos hochladen | Andreaskirche                             | Andreasstraße (Karte)                     |           | Kirche mit Ausstattung; einzelnes Kulturdenkmal; Bauliche Gesamtanlage Altstadt                            |    |
| weitere Bilder Fotos hochladen | Begrenzungsmauer                          | Andreasstraße (Karte)                     |           | einzelnes Kulturdenkmal; Bauliche Gesamtanlage Altstadt                                                    |    |
| weitere Bilder Fotos hochladen |                                           | Andreasstraße 1 (Karte)                   |           | Bauliche Gesamtanlage Altstadt                                                                             |    |
| weitere Bilder Fotos hochladen |                                           | Andreasstraße 2 (Karte)                   |           | Bauliche Gesamtanlage Altstadt                                                                             |    |
| weitere Bilder Fotos hochladen |                                           | Andreasstraße 3 (Karte)                   |           | Bauliche Gesamtanlage Altstadt                                                                             |    |
| weitere Bilder Fotos hochladen |                                           | Andreasstraße 3a (Karte)                  |           | Bauliche Gesamtanlage Altstadt                                                                             |    |
| weitere Bilder Fotos hochladen |                                           | Andreasstraße 4 (Karte)                   |           | Bauliche Gesamtanlage Altstadt                                                                             |    |
| weitere Bilder Fotos hochladen |                                           | Andreasstraße 5 (Karte)                   |           | Bauliche Gesamtanlage Altstadt                                                                             |    |
| weitere Bilder Fotos hochladen |                                           | Andreasstraße 6 (Karte)                   |           | Bauliche Gesamtanlage Altstadt                                                                             |    |
| weitere Bilder Fotos hochladen | Haus zum Mohren                           | Andreasstraße 7 (Karte)                   |           | Mittelalterlicher Steinbau mit Keller und Brunnen; einzelnes Kulturdenkmal; Bauliche Gesamtanlage Altstadt |    |
| weitere Bilder Fotos hochladen | Wohn- und Geschäftshaus Zum schwarzen Roß | Andreasstraße 8 (Karte)                   |           | einzelnes Kulturdenkmal; Bauliche Gesamtanlage Altstadt                                                    |    |
| weitere Bilder Fotos hochladen |                                           | Andreasstraße 9 (Karte)                   |           | Bauliche Gesamtanlage Altstadt                                                                             |    |
| weitere Bilder Fotos hochladen |                                           | Andreasstraße 10 (Karte)                  |           | Bauliche Gesamtanlage Altstadt                                                                             |    |
| weitere Bilder Fotos hochladen |                                           | Andreasstraße 11 (Karte)                  |           | Bauliche Gesamtanlage Altstadt                                                                             |    |
| weitere Bilder Fotos hochladen |                                           | Andreasstraße 12 (Karte)                  |           | Bauliche Gesamtanlage Altstadt                                                                             |    |
| weitere Bilder Fotos hochladen |                                           | Andreasstraße 13 (Karte)                  |           | Bauliche Gesamtanlage Altstadt                                                                             |    |
| weitere Bilder Fotos hochladen |                                           | Andreasstraße 14 (Karte)                  |           | Bauliche Gesamtanlage Altstadt                                                                             |    |
| weitere Bilder Fotos hochladen |                                           | Andreasstraße 15 (Karte)                  |           | Bauliche Gesamtanlage Altstadt                                                                             |    |
| weitere Bilder Fotos hochladen | Wohn- und Geschäftshaus                   | Andreasstraße 16 (Karte)                  |           | Bauliche Gesamtanlage Altstadt                                                                             |    |
| BW                             | Keller                                    | Andreasstraße 16 (Karte)                  |           | einzelnes Kulturdenkmal                                                                                    |    |
| weitere Bilder Fotos hochladen |                                           | Andreasstraße 17 (Karte)                  |           | Bauliche Gesamtanlage Altstadt                                                                             |    |
| weitere Bilder Fotos hochladen |                                           | Andreasstraße 19 (Karte)                  |           | Bauliche Gesamtanlage Altstadt                                                                             |    |
| weitere Bilder Fotos hochladen |                                           | Andreasstraße 19a (Karte)                 |           | Bauliche Gesamtanlage Altstadt                                                                             |    |
| weitere Bilder Fotos hochladen |                                           | Andreasstraße 20 (Karte)                  |           | Bauliche Gesamtanlage Altstadt                                                                             |    |
| BW                             |                                           | Andreasstraße 21a (Karte)                 |           | Bauliche Gesamtanlage Altstadt                                                                             |    |
| BW                             |                                           | Andreasstraße 22 (Karte)                  |           | Bauliche Gesamtanlage Altstadt                                                                             |    |
| BW                             | Keller                                    | Andreasstraße 23 (Karte)                  |           | einzelnes Kulturdenkmal                                                                                    |    |
| BW                             |                                           | Andreasstraße 23 (Karte)                  |           | Bauliche Gesamtanlage Altstadt                                                                             |    |
| BW                             | Keller                                    | Andreasstraße 23a (Karte)                 |           | einzelnes Kulturdenkmal                                                                                    |    |
| BW                             |                                           | Andreasstraße 23a (Karte)                 |           | Bauliche Gesamtanlage Altstadt                                                                             |    |
| BW                             | Keller                                    | Andreasstraße 24 (Karte)                  |           | einzelnes Kulturdenkmal                                                                                    |    |
| BW                             |                                           | Andreasstraße 24 (Karte)                  |           | Bauliche Gesamtanlage Altstadt                                                                             |    |
| BW                             |                                           | Andreasstraße 24a (Karte)                 |           | Bauliche Gesamtanlage Altstadt                                                                             |    |
| BW                             | Keller                                    | Andreasstraße 25 (Karte)                  |           | einzelnes Kulturdenkmal                                                                                    |    |
| weitere Bilder Fotos hochladen |                                           | Andreasstraße 25 (Karte)                  |           | Bauliche Gesamtanlage Altstadt                                                                             |    |
| BW                             | Keller                                    | Andreasstraße 25a (Karte)                 |           | einzelnes Kulturdenkmal                                                                                    |    |
| weitere Bilder Fotos hochladen |                                           | Andreasstraße 25a (Karte)                 |           | Bauliche Gesamtanlage Altstadt                                                                             |    |
| weitere Bilder Fotos hochladen |                                           | Andreasstraße 26 (Karte)                  |           | Bauliche Gesamtanlage Altstadt                                                                             |    |
| weitere Bilder Fotos hochladen |                                           | Andreasstraße 27 (Karte)                  |           | Bauliche Gesamtanlage Altstadt                                                                             |    |
| weitere Bilder Fotos hochladen |                                           | Andreasstraße 28 (Karte)                  |           | Bauliche Gesamtanlage Altstadt                                                                             |    |
| weitere Bilder Fotos hochladen |                                           | Andreasstraße 29 (Karte)                  |           | Bauliche Gesamtanlage Altstadt                                                                             |    |
| weitere Bilder Fotos hochladen |                                           | Andreasstraße 30 (Karte)                  |           | Bauliche Gesamtanlage Altstadt                                                                             |    |
| weitere Bilder Fotos hochladen |                                           | Andreasstraße 31 (Karte)                  |           | Bauliche Gesamtanlage Altstadt                                                                             |    |
| weitere Bilder Fotos hochladen |                                           | Andreasstraße 32 (Karte)                  |           | Bauliche Gesamtanlage Altstadt                                                                             |    |
| weitere Bilder Fotos hochladen |                                           | Andreasstraße 33 (Karte)                  |           | Bauliche Gesamtanlage Altstadt                                                                             |    |
| weitere Bilder Fotos hochladen |                                           | Andreasstraße 34 (Karte)                  |           | Bauliche Gesamtanlage Altstadt                                                                             |    |
| weitere Bilder Fotos hochladen | Wohn- und Geschäftshaus                   | Andreasstraße 35 (Karte)                  |           | einzelnes Kulturdenkmal; Bauliche Gesamtanlage Altstadt                                                    |    |
| weitere Bilder Fotos hochladen | Wohn- und Geschäftshaus                   | Andreasstraße 36 (Karte)                  |           | einzelnes Kulturdenkmal; Bauliche Gesamtanlage Altstadt                                                    |    |
| weitere Bilder Fotos hochladen | Wohn- und Geschäftshaus                   | Andreasstraße 37 (Karte)                  |           | einzelnes Kulturdenkmal; Bauliche Gesamtanlage Altstadt                                                    |    |
| Fotos hochladen                | Gefängnisgebäude                          | Andreasstraße 37a (Karte)                 |           | einzelnes Kulturdenkmal; Bauliche Gesamtanlage Altstadt                                                    |    |
| weitere Bilder Fotos hochladen | Gefängnisgebäude                          | Andreasstraße 37b (Karte)                 |           | einzelnes Kulturdenkmal; Bauliche Gesamtanlage Altstadt                                                    |    |
| weitere Bilder Fotos hochladen | Einfriedung                               | Andreasstraße 37a, 37,b, 37c, 37d (Karte) |           | einzelnes Kulturdenkmal; Bauliche Gesamtanlage Altstadt                                                    |    |
| weitere Bilder Fotos hochladen | Wohnhaus                                  | Andreasstraße 37d (Karte)                 |           | einzelnes Kulturdenkmal; Bauliche Gesamtanlage Altstadt                                                    |    |
| weitere Bilder Fotos hochladen | Verwaltungsgebäude                        | Andreasstraße 38 (Karte)                  |           | einzelnes Kulturdenkmal; Bauliche Gesamtanlage Altstadt                                                    |    |
| weitere Bilder Fotos hochladen |                                           | Andreasstraße 38a (Karte)                 |           | Bauliche Gesamtanlage Altstadt                                                                             |    |
| weitere Bilder Fotos hochladen |                                           | Andreasstraße 39 (Karte)                  |           | Bauliche Gesamtanlage Altstadt                                                                             |    |
| weitere Bilder Fotos hochladen |                                           | Andreasstraße 40 (Karte)                  |           | Bauliche Gesamtanlage Altstadt                                                                             |    |
| weitere Bilder Fotos hochladen |                                           | Andreasstraße 41 (Karte)                  |           | Bauliche Gesamtanlage Altstadt                                                                             |    |
| weitere Bilder Fotos hochladen |                                           | Andreasstraße 42 (Karte)                  |           | Bauliche Gesamtanlage Altstadt                                                                             |    |
| weitere Bilder Fotos hochladen |                                           | Andreasstraße 43 (Karte)                  |           | Bauliche Gesamtanlage Altstadt                                                                             |    |
| weitere Bilder Fotos hochladen |                                           | Andreasstraße 44 (Karte)                  |           | Bauliche Gesamtanlage Altstadt                                                                             |    |
| weitere Bilder Fotos hochladen |                                           | Andreasstraße 45 (Karte)                  |           | Bauliche Gesamtanlage Altstadt                                                                             |    |

### Georgsgasse
| Bild                           | Bezeichnung | Lage                   | Datierung | Beschreibung                   | ID |
| ------------------------------ | ----------- | ---------------------- | --------- | ------------------------------ | -- |
| weitere Bilder Fotos hochladen |             | Georgsgasse 10 (Karte) |           | Bauliche Gesamtanlage Altstadt |    |
| weitere Bilder Fotos hochladen |             | Georgsgasse 11 (Karte) |           | Bauliche Gesamtanlage Altstadt |    |
| weitere Bilder Fotos hochladen |             | Georgsgasse 12 (Karte) |           | Bauliche Gesamtanlage Altstadt |    |
| weitere Bilder Fotos hochladen | Georgsturm  | Georgsgasse 13 (Karte) |           | einzelnes Kulturdenkmal        |    |

### Glockengasse
| Bild                           | Bezeichnung | Lage                    | Datierung | Beschreibung                                            | ID |
| ------------------------------ | ----------- | ----------------------- | --------- | ------------------------------------------------------- | -- |
| weitere Bilder Fotos hochladen |             | Glockengasse 1 (Karte)  |           | Bauliche Gesamtanlage Altstadt                          |    |
| weitere Bilder Fotos hochladen | Wohnhaus    | Glockengasse 2 (Karte)  |           | einzelnes Kulturdenkmal; Bauliche Gesamtanlage Altstadt |    |
| BW                             | Hofgebäude  | Glockengasse 2 (Karte)  |           | einzelnes Kulturdenkmal; Bauliche Gesamtanlage Altstadt |    |
| weitere Bilder Fotos hochladen |             | Glockengasse 3 (Karte)  |           | Bauliche Gesamtanlage Altstadt                          |    |
| weitere Bilder Fotos hochladen |             | Glockengasse 4 (Karte)  |           | Bauliche Gesamtanlage Altstadt                          |    |
| weitere Bilder Fotos hochladen |             | Glockengasse 5 (Karte)  |           | Bauliche Gesamtanlage Altstadt                          |    |
| weitere Bilder Fotos hochladen |             | Glockengasse 6 (Karte)  |           | Bauliche Gesamtanlage Altstadt                          |    |
| weitere Bilder Fotos hochladen |             | Glockengasse 7 (Karte)  |           | Bauliche Gesamtanlage Altstadt                          |    |
| weitere Bilder Fotos hochladen |             | Glockengasse 8 (Karte)  |           | Bauliche Gesamtanlage Altstadt                          |    |
| weitere Bilder Fotos hochladen |             | Glockengasse 9 (Karte)  |           | Bauliche Gesamtanlage Altstadt                          |    |
| weitere Bilder Fotos hochladen |             | Glockengasse 10 (Karte) |           | Bauliche Gesamtanlage Altstadt                          |    |
| weitere Bilder Fotos hochladen |             | Glockengasse 11 (Karte) |           | Bauliche Gesamtanlage Altstadt                          |    |
| weitere Bilder Fotos hochladen |             | Glockengasse 12 (Karte) |           | Bauliche Gesamtanlage Altstadt                          |    |
| weitere Bilder Fotos hochladen |             | Glockengasse 13 (Karte) |           | Bauliche Gesamtanlage Altstadt                          |    |
| weitere Bilder Fotos hochladen |             | Glockengasse 14 (Karte) |           | Bauliche Gesamtanlage Altstadt                          |    |
| weitere Bilder Fotos hochladen |             | Glockengasse 15 (Karte) |           | Bauliche Gesamtanlage Altstadt                          |    |
| weitere Bilder Fotos hochladen |             | Glockengasse 19 (Karte) |           | Bauliche Gesamtanlage Altstadt                          |    |
| weitere Bilder Fotos hochladen |             | Glockengasse 20 (Karte) |           | Bauliche Gesamtanlage Altstadt                          |    |
| weitere Bilder Fotos hochladen |             | Glockengasse 21 (Karte) |           | Bauliche Gesamtanlage Altstadt                          |    |
| weitere Bilder Fotos hochladen |             | Glockengasse 22 (Karte) |           | Bauliche Gesamtanlage Altstadt                          |    |
| weitere Bilder Fotos hochladen |             | Glockengasse 23 (Karte) |           | Bauliche Gesamtanlage Altstadt                          |    |
| weitere Bilder Fotos hochladen |             | Glockengasse 24 (Karte) |           | Bauliche Gesamtanlage Altstadt                          |    |
| weitere Bilder Fotos hochladen |             | Glockengasse 26 (Karte) |           | Bauliche Gesamtanlage Altstadt                          |    |
| weitere Bilder Fotos hochladen |             | Glockengasse 27 (Karte) |           | Bauliche Gesamtanlage Altstadt                          |    |
| weitere Bilder Fotos hochladen |             | Glockengasse 28 (Karte) |           | Bauliche Gesamtanlage Altstadt                          |    |
| weitere Bilder Fotos hochladen |             | Glockengasse 30 (Karte) |           | Bauliche Gesamtanlage Altstadt                          |    |
| weitere Bilder Fotos hochladen |             | Glockengasse 31 (Karte) |           | Bauliche Gesamtanlage Altstadt                          |    |
| weitere Bilder Fotos hochladen |             | Glockengasse 32 (Karte) |           | Bauliche Gesamtanlage Altstadt                          |    |
| weitere Bilder Fotos hochladen |             | Glockengasse 33 (Karte) |           | Bauliche Gesamtanlage Altstadt                          |    |
| weitere Bilder Fotos hochladen |             | Glockengasse 34 (Karte) |           | Bauliche Gesamtanlage Altstadt                          |    |
| weitere Bilder Fotos hochladen |             | Glockengasse 35 (Karte) |           | Bauliche Gesamtanlage Altstadt                          |    |
| weitere Bilder Fotos hochladen |             | Glockengasse 36 (Karte) |           | Bauliche Gesamtanlage Altstadt                          |    |
| weitere Bilder Fotos hochladen |             | Glockengasse 37 (Karte) |           | Bauliche Gesamtanlage Altstadt                          |    |
| weitere Bilder Fotos hochladen |             | Glockengasse 38 (Karte) |           | Bauliche Gesamtanlage Altstadt                          |    |
| weitere Bilder Fotos hochladen |             | Glockengasse 39 (Karte) |           | Bauliche Gesamtanlage Altstadt                          |    |
| weitere Bilder Fotos hochladen |             | Glockengasse 40 (Karte) |           | Bauliche Gesamtanlage Altstadt                          |    |
| weitere Bilder Fotos hochladen |             | Glockengasse 41 (Karte) |           | Bauliche Gesamtanlage Altstadt                          |    |
| weitere Bilder Fotos hochladen |             | Glockengasse 42 (Karte) |           | Bauliche Gesamtanlage Altstadt                          |    |
| weitere Bilder Fotos hochladen |             | Glockengasse 43 (Karte) |           | Bauliche Gesamtanlage Altstadt                          |    |
| weitere Bilder Fotos hochladen |             | Glockengasse 44 (Karte) |           | Bauliche Gesamtanlage Altstadt                          |    |
| weitere Bilder Fotos hochladen |             | Glockengasse 45 (Karte) |           | Bauliche Gesamtanlage Altstadt                          |    |
| weitere Bilder Fotos hochladen |             | Glockengasse 46 (Karte) |           | Bauliche Gesamtanlage Altstadt                          |    |
| weitere Bilder Fotos hochladen | Wohnhaus    | Glockengasse 47 (Karte) |           | einzelnes Kulturdenkmal; Bauliche Gesamtanlage Altstadt |    |
| weitere Bilder Fotos hochladen |             | Glockengasse 48 (Karte) |           | Bauliche Gesamtanlage Altstadt                          |    |
| weitere Bilder Fotos hochladen |             | Glockengasse 49 (Karte) |           | Bauliche Gesamtanlage Altstadt                          |    |
| weitere Bilder Fotos hochladen |             | Glockengasse 50 (Karte) |           | Bauliche Gesamtanlage Altstadt                          |    |
| weitere Bilder Fotos hochladen |             | Glockengasse 53 (Karte) |           | Bauliche Gesamtanlage Altstadt                          |    |
| weitere Bilder Fotos hochladen |             | Glockengasse 54 (Karte) |           | Bauliche Gesamtanlage Altstadt                          |    |
| weitere Bilder Fotos hochladen |             | Glockengasse 55 (Karte) |           | Bauliche Gesamtanlage Altstadt                          |    |

### Glockenquergasse
| Bild                           | Bezeichnung | Lage                        | Datierung | Beschreibung                   | ID |
| ------------------------------ | ----------- | --------------------------- | --------- | ------------------------------ | -- |
| weitere Bilder Fotos hochladen |             | Glockenquergasse 1 (Karte)  |           | Bauliche Gesamtanlage Altstadt |    |
| weitere Bilder Fotos hochladen |             | Glockenquergasse 2 (Karte)  |           | Bauliche Gesamtanlage Altstadt |    |
| weitere Bilder Fotos hochladen |             | Glockenquergasse 3 (Karte)  |           | Bauliche Gesamtanlage Altstadt |    |
| weitere Bilder Fotos hochladen |             | Glockenquergasse 4 (Karte)  |           | Bauliche Gesamtanlage Altstadt |    |
| weitere Bilder Fotos hochladen |             | Glockenquergasse 5 (Karte)  |           | Bauliche Gesamtanlage Altstadt |    |
| weitere Bilder Fotos hochladen |             | Glockenquergasse 6 (Karte)  |           | Bauliche Gesamtanlage Altstadt |    |
| weitere Bilder Fotos hochladen |             | Glockenquergasse 7 (Karte)  |           | Bauliche Gesamtanlage Altstadt |    |
| weitere Bilder Fotos hochladen |             | Glockenquergasse 8 (Karte)  |           | Bauliche Gesamtanlage Altstadt |    |
| weitere Bilder Fotos hochladen |             | Glockenquergasse 9 (Karte)  |           | Bauliche Gesamtanlage Altstadt |    |
| weitere Bilder Fotos hochladen |             | Glockenquergasse 10 (Karte) |           | Bauliche Gesamtanlage Altstadt |    |
| weitere Bilder Fotos hochladen |             | Glockenquergasse 11 (Karte) |           | Bauliche Gesamtanlage Altstadt |    |
| weitere Bilder Fotos hochladen |             | Glockenquergasse 12 (Karte) |           | Bauliche Gesamtanlage Altstadt |    |
| weitere Bilder Fotos hochladen |             | Glockenquergasse 13 (Karte) |           | Bauliche Gesamtanlage Altstadt |    |
| weitere Bilder Fotos hochladen |             | Glockenquergasse 14 (Karte) |           | Bauliche Gesamtanlage Altstadt |    |
| weitere Bilder Fotos hochladen |             | Glockenquergasse 15 (Karte) |           | Bauliche Gesamtanlage Altstadt |    |
| weitere Bilder Fotos hochladen |             | Glockenquergasse 16 (Karte) |           | Bauliche Gesamtanlage Altstadt |    |
| weitere Bilder Fotos hochladen |             | Glockenquergasse 17 (Karte) |           | Bauliche Gesamtanlage Altstadt |    |
| weitere Bilder Fotos hochladen |             | Glockenquergasse 18 (Karte) |           | Bauliche Gesamtanlage Altstadt |    |
| weitere Bilder Fotos hochladen |             | Glockenquergasse 19 (Karte) |           | Bauliche Gesamtanlage Altstadt |    |
| weitere Bilder Fotos hochladen |             | Glockenquergasse 20 (Karte) |           | Bauliche Gesamtanlage Altstadt |    |

### Große Ackerhofsgasse
| Bild                           | Bezeichnung                   | Lage                             | Datierung | Beschreibung | ID |
| ------------------------------ | ----------------------------- | -------------------------------- | --------- | --- | -- |
| weitere Bilder Fotos hochladen |                               | Große Ackerhofsgasse 11 (Karte)  |           | Bauliche Gesamtanlage Altstadt                                                                                           |    |
| weitere Bilder Fotos hochladen |                               | Große Ackerhofsgasse 11a (Karte) |           | Bauliche Gesamtanlage Altstadt                                                                                           |    |
| weitere Bilder Fotos hochladen |                               | Große Ackerhofsgasse 11b (Karte) |           | Bauliche Gesamtanlage Altstadt                                                                                           |    |
| weitere Bilder Fotos hochladen |                               | Große Ackerhofsgasse 12 (Karte)  |           | Bauliche Gesamtanlage Altstadt                                                                                           |    |
| weitere Bilder Fotos hochladen |                               | Große Ackerhofsgasse 12a (Karte) |           | Bauliche Gesamtanlage Altstadt                                                                                           |    |
| weitere Bilder Fotos hochladen |                               | Große Ackerhofsgasse 12b (Karte) |           | Bauliche Gesamtanlage Altstadt                                                                                           |    |
| BW                             | Scheunenkeller                | Große Ackerhofsgasse 13 (Karte)  |           | einzelnes Kulturdenkmal; Bauliche Gesamtanlage Altstadt                                                                  |    |
| BW                             | Hofmauern                     | Große Ackerhofsgasse 13 (Karte)  |           | einzelnes Kulturdenkmal; Bauliche Gesamtanlage Altstadt                                                                  |    |
| BW                             | Ehemaliger Jüdischer Friedhof | Große Ackerhofsgasse 13 (Karte)  |           | durch den Kornhofspeicher überbaut; einzelnes Kulturdenkmal; Bauliche Gesamtanlage Altstadt                              |    |
| weitere Bilder Fotos hochladen |                               | Große Ackerhofsgasse 14 (Karte)  |           | Bauliche Gesamtanlage Altstadt                                                                                           |    |
| weitere Bilder Fotos hochladen | Einfriedung und Wappen        | Große Ackerhofsgasse 15 (Karte)  |           | Hofmauer mit zwei Wappensteinen vom Ackerhof des Petersklosters; einzelnes Kulturdenkmal; Bauliche Gesamtanlage Altstadt |    |
| weitere Bilder Fotos hochladen |                               | Große Ackerhofsgasse 15 (Karte)  |           | Bauliche Gesamtanlage Altstadt                                                                                           |    |

### Kleine Ackerhofsgasse
| Bild                           | Bezeichnung | Lage                            | Datierung | Beschreibung                   | ID |
| ------------------------------ | ----------- | ------------------------------- | --------- | ------------------------------ | -- |
| weitere Bilder Fotos hochladen |             | Kleine Ackerhofsgasse 1 (Karte) |           | Bauliche Gesamtanlage Altstadt |    |
| weitere Bilder Fotos hochladen |             | Kleine Ackerhofsgasse 2 (Karte) |           | Bauliche Gesamtanlage Altstadt |    |
| weitere Bilder Fotos hochladen |             | Kleine Ackerhofsgasse 4 (Karte) |           | Bauliche Gesamtanlage Altstadt |    |
| weitere Bilder Fotos hochladen |             | Kleine Ackerhofsgasse 5 (Karte) |           | Bauliche Gesamtanlage Altstadt |    |

Der Innenbereich des Blocks zwischen Andreasstraße, Glockengasse, Glockenquergasse und Webergasse wurde in den 2000er Jahren abgerissen und neu bebaut. Die neu erbauten Gebäude Kleine Ackerhofsgasse 6, 7, 8, 9, 10, 11 sind auch der Baulichen Gesamtanlage Altstadt zugehörig.

### Marbacher Gasse
| Bild                           | Bezeichnung                | Lage                        | Datierung | Beschreibung                                                                  | ID |
| ------------------------------ | -------------------------- | --------------------------- | --------- | ----------------------------------------------------------------------------- | -- |
| weitere Bilder Fotos hochladen |                            | Marbacher Gasse 1 (Karte)   |           | Bauliche Gesamtanlage Altstadt                                                |    |
| weitere Bilder Fotos hochladen |                            | Marbacher Gasse 2 (Karte)   |           | Bauliche Gesamtanlage Altstadt                                                |    |
| BW                             | Kelleranlage               | Marbacher Gasse 3 (Karte)   |           | einzelnes Kulturdenkmal                                                       |    |
| weitere Bilder Fotos hochladen | Wohnhaus                   | Marbacher Gasse 3 (Karte)   |           | Bauliche Gesamtanlage Altstadt                                                |    |
| weitere Bilder Fotos hochladen |                            | Marbacher Gasse 7 (Karte)   |           | Bauliche Gesamtanlage Altstadt                                                |    |
| Fotos hochladen                |                            | Marbacher Gasse 9 (Karte)   |           | Bauliche Gesamtanlage Altstadt                                                |    |
| weitere Bilder Fotos hochladen |                            | Marbacher Gasse 9a (Karte)  |           | Bauliche Gesamtanlage Altstadt                                                |    |
| weitere Bilder Fotos hochladen |                            | Marbacher Gasse 10 (Karte)  |           | Bauliche Gesamtanlage Altstadt                                                |    |
| weitere Bilder Fotos hochladen |                            | Marbacher Gasse 11 (Karte)  |           | Bauliche Gesamtanlage Altstadt                                                |    |
| weitere Bilder Fotos hochladen |                            | Marbacher Gasse 12 (Karte)  |           | Bauliche Gesamtanlage Altstadt                                                |    |
| weitere Bilder Fotos hochladen |                            | Marbacher Gasse 13 (Karte)  |           | Bauliche Gesamtanlage Altstadt                                                |    |
| BW                             |                            | Marbacher Gasse 17 (Karte)  |           | Bauliche Gesamtanlage Altstadt                                                |    |
| BW                             |                            | Marbacher Gasse 18 (Karte)  |           | Bauliche Gesamtanlage Altstadt                                                |    |
| weitere Bilder Fotos hochladen | Wohnhaus                   | Marbacher Gasse 19 (Karte)  |           | Einzelnes Kulturdenkmal; Bauliche Gesamtanlage Altstadt                       |    |
| weitere Bilder Fotos hochladen |                            | Marbacher Gasse 20 (Karte)  |           | Bauliche Gesamtanlage Altstadt                                                |    |
| weitere Bilder Fotos hochladen |                            | Marbacher Gasse 21 (Karte)  |           | Bauliche Gesamtanlage Altstadt                                                |    |
| weitere Bilder Fotos hochladen |                            | Marbacher Gasse 22 (Karte)  |           | Bauliche Gesamtanlage Altstadt                                                |    |
| weitere Bilder Fotos hochladen |                            | Marbacher Gasse 23 (Karte)  |           | Bauliche Gesamtanlage Altstadt                                                |    |
| weitere Bilder Fotos hochladen |                            | Marbacher Gasse 24 (Karte)  |           | Bauliche Gesamtanlage Altstadt                                                |    |
| weitere Bilder Fotos hochladen |                            | Marbacher Gasse 24a (Karte) |           | Bauliche Gesamtanlage Altstadt                                                |    |
| Fotos hochladen                | Keller                     | Marbacher Gasse 27 (Karte)  |           | einzelnes Kulturdenkmal; Bauliche Gesamtanlage Altstadt                       |    |
| Fotos hochladen                | mittelalterliche Steinwand | Marbacher Gasse 27 (Karte)  |           | Teile einer Kemenate; einzelnes Kulturdenkmal; Bauliche Gesamtanlage Altstadt |    |
| weitere Bilder Fotos hochladen | Wohnhaus                   | Marbacher Gasse 27 (Karte)  |           | Bauliche Gesamtanlage Altstadt                                                |    |
| weitere Bilder Fotos hochladen |                            | Marbacher Gasse 28 (Karte)  |           | Bauliche Gesamtanlage Altstadt                                                |    |
| weitere Bilder Fotos hochladen |                            | Marbacher Gasse 29 (Karte)  |           | Bauliche Gesamtanlage Altstadt                                                |    |
| weitere Bilder Fotos hochladen |                            | Marbacher Gasse 30 (Karte)  |           | Bauliche Gesamtanlage Altstadt                                                |    |
| weitere Bilder Fotos hochladen |                            | Marbacher Gasse 31 (Karte)  |           | Bauliche Gesamtanlage Altstadt                                                |    |
| weitere Bilder Fotos hochladen |                            | Marbacher Gasse 32 (Karte)  |           | Bauliche Gesamtanlage Altstadt                                                |    |
| weitere Bilder Fotos hochladen |                            | Marbacher Gasse 33 (Karte)  |           | Bauliche Gesamtanlage Altstadt                                                |    |
| weitere Bilder Fotos hochladen |                            | Marbacher Gasse 34 (Karte)  |           | Bauliche Gesamtanlage Altstadt                                                |    |
| weitere Bilder Fotos hochladen |                            | Marbacher Gasse 35 (Karte)  |           | Bauliche Gesamtanlage Altstadt                                                |    |
| BW                             |                            | Marbacher Gasse 36 (Karte)  |           | Bauliche Gesamtanlage Altstadt                                                |    |
| BW                             |                            | Marbacher Gasse 37 (Karte)  |           | Bauliche Gesamtanlage Altstadt                                                |    |
| weitere Bilder Fotos hochladen |                            | Marbacher Gasse 40 (Karte)  |           | Bauliche Gesamtanlage Altstadt                                                |    |
| weitere Bilder Fotos hochladen |                            | Marbacher Gasse 41 (Karte)  |           | Bauliche Gesamtanlage Altstadt                                                |    |
| weitere Bilder Fotos hochladen |                            | Marbacher Gasse 42 (Karte)  |           | Bauliche Gesamtanlage Altstadt                                                |    |
| weitere Bilder Fotos hochladen |                            | Marbacher Gasse 43 (Karte)  |           | Bauliche Gesamtanlage Altstadt                                                |    |
| weitere Bilder Fotos hochladen |                            | Marbacher Gasse 45 (Karte)  |           | Bauliche Gesamtanlage Altstadt                                                |    |

### Moritzhof
| Bild                           | Bezeichnung | Lage                | Datierung | Beschreibung                   | ID |
| ------------------------------ | ----------- | ------------------- | --------- | ------------------------------ | -- |
| weitere Bilder Fotos hochladen | Moritzhof   | Moritzhof 1 (Karte) |           | Bauliche Gesamtanlage Altstadt |    |
| weitere Bilder Fotos hochladen |             | Moritzhof 2 (Karte) |           | Bauliche Gesamtanlage Altstadt |    |
| weitere Bilder Fotos hochladen |             | Moritzhof 3 (Karte) |           | Bauliche Gesamtanlage Altstadt |    |
| weitere Bilder Fotos hochladen |             | Moritzhof 4 (Karte) |           | Bauliche Gesamtanlage Altstadt |    |
| BW                             |             | Moritzhof 5 (Karte) |           | Bauliche Gesamtanlage Altstadt |    |

### Moritzstraße
| Bild                           | Bezeichnung                            | Lage                     | Datierung | Beschreibung                                            | ID |
| ------------------------------ | -------------------------------------- | ------------------------ | --------- | ------------------------------------------------------- | -- |
| weitere Bilder Fotos hochladen |                                        | Moritzstraße 1 (Karte)   |           | Bauliche Gesamtanlage Altstadt                          |    |
| BW                             |                                        | Moritzstraße 2 (Karte)   |           | Bauliche Gesamtanlage Altstadt                          |    |
| BW                             |                                        | Moritzstraße 3 (Karte)   |           | Bauliche Gesamtanlage Altstadt                          |    |
| weitere Bilder Fotos hochladen |                                        | Moritzstraße 4 (Karte)   |           | Bauliche Gesamtanlage Altstadt                          |    |
| weitere Bilder Fotos hochladen |                                        | Moritzstraße 5 (Karte)   |           | Bauliche Gesamtanlage Altstadt                          |    |
| weitere Bilder Fotos hochladen |                                        | Moritzstraße 6 (Karte)   |           | Bauliche Gesamtanlage Altstadt                          |    |
| weitere Bilder Fotos hochladen |                                        | Moritzstraße 7 (Karte)   |           | Bauliche Gesamtanlage Altstadt                          |    |
| weitere Bilder Fotos hochladen |                                        | Moritzstraße 8 (Karte)   |           | Bauliche Gesamtanlage Altstadt                          |    |
| weitere Bilder Fotos hochladen |                                        | Moritzstraße 9 (Karte)   |           | Bauliche Gesamtanlage Altstadt                          |    |
| weitere Bilder Fotos hochladen |                                        | Moritzstraße 11 (Karte)  |           | Bauliche Gesamtanlage Altstadt                          |    |
| weitere Bilder Fotos hochladen |                                        | Moritzstraße 12 (Karte)  |           | Bauliche Gesamtanlage Altstadt                          |    |
| weitere Bilder Fotos hochladen | Kornhofspeicher                        | Moritzstraße 12a (Karte) |           | einzelnes Kulturdenkmal; Bauliche Gesamtanlage Altstadt |    |
| weitere Bilder Fotos hochladen | Scheunenkeller                         | Moritzstraße 12a (Karte) |           | einzelnes Kulturdenkmal; Bauliche Gesamtanlage Altstadt |    |
| weitere Bilder Fotos hochladen | Hofmauern                              | Moritzstraße 12a (Karte) |           | einzelnes Kulturdenkmal; Bauliche Gesamtanlage Altstadt |    |
| BW                             | Jüdischer Friedhof                     | Moritzstraße 12a (Karte) |           | einzelnes Kulturdenkmal; Bauliche Gesamtanlage Altstadt |    |
| weitere Bilder Fotos hochladen | Wohnhaus, ehemals Kleine Petermühle    | Moritzstraße 21b (Karte) |           | einzelnes Kulturdenkmal                                 |    |
| weitere Bilder Fotos hochladen | Einfriedung, ehemals Kleine Petermühle | Moritzstraße 21b (Karte) |           | einzelnes Kulturdenkmal                                 |    |
| weitere Bilder Fotos hochladen |                                        | Moritzstraße 22 (Karte)  |           | Bauliche Gesamtanlage Altstadt                          |    |
| weitere Bilder Fotos hochladen |                                        | Moritzstraße 22a (Karte) |           | Bauliche Gesamtanlage Altstadt                          |    |
| weitere Bilder Fotos hochladen |                                        | Moritzstraße 22b (Karte) |           | Bauliche Gesamtanlage Altstadt                          |    |
| weitere Bilder Fotos hochladen |                                        | Moritzstraße 23 (Karte)  |           | Bauliche Gesamtanlage Altstadt                          |    |
| weitere Bilder Fotos hochladen |                                        | Moritzstraße 24 (Karte)  |           | Bauliche Gesamtanlage Altstadt                          |    |
| weitere Bilder Fotos hochladen |                                        | Moritzstraße 25 (Karte)  |           | Bauliche Gesamtanlage Altstadt                          |    |
| weitere Bilder Fotos hochladen |                                        | Moritzstraße 26 (Karte)  |           | Bauliche Gesamtanlage Altstadt                          |    |
| weitere Bilder Fotos hochladen |                                        | Moritzstraße 27 (Karte)  |           | Bauliche Gesamtanlage Altstadt                          |    |
| weitere Bilder Fotos hochladen |                                        | Moritzstraße 28 (Karte)  |           | Bauliche Gesamtanlage Altstadt                          |    |
| weitere Bilder Fotos hochladen | Wohnhaus                               | Moritzstraße 29 (Karte)  |           | einzelnes Kulturdenkmal; Bauliche Gesamtanlage Altstadt |    |
| weitere Bilder Fotos hochladen | Seitenflügel                           | Moritzstraße 29 (Karte)  |           | einzelnes Kulturdenkmal; Bauliche Gesamtanlage Altstadt |    |
| weitere Bilder Fotos hochladen |                                        | Moritzstraße 30 (Karte)  |           | Bauliche Gesamtanlage Altstadt                          |    |
| weitere Bilder Fotos hochladen |                                        | Moritzstraße 33 (Karte)  |           | Bauliche Gesamtanlage Altstadt                          |    |
| weitere Bilder Fotos hochladen |                                        | Moritzstraße 34 (Karte)  |           | Bauliche Gesamtanlage Altstadt                          |    |
| weitere Bilder Fotos hochladen |                                        | Moritzstraße 35 (Karte)  |           | Bauliche Gesamtanlage Altstadt                          |    |
| weitere Bilder Fotos hochladen |                                        | Moritzstraße 36 (Karte)  |           | Bauliche Gesamtanlage Altstadt                          |    |
| weitere Bilder Fotos hochladen |                                        | Moritzstraße 37 (Karte)  |           | Bauliche Gesamtanlage Altstadt                          |    |
| weitere Bilder Fotos hochladen |                                        | Moritzstraße 38 (Karte)  |           | Bauliche Gesamtanlage Altstadt                          |    |
| weitere Bilder Fotos hochladen |                                        | Moritzstraße 39 (Karte)  |           | Bauliche Gesamtanlage Altstadt                          |    |
| weitere Bilder Fotos hochladen |                                        | Moritzstraße 40 (Karte)  |           | Bauliche Gesamtanlage Altstadt                          |    |
| BW                             |                                        | Moritzstraße 40a (Karte) |           | Bauliche Gesamtanlage Altstadt                          |    |
| weitere Bilder Fotos hochladen |                                        | Moritzstraße 41 (Karte)  |           | Bauliche Gesamtanlage Altstadt                          |    |
| weitere Bilder Fotos hochladen |                                        | Moritzstraße 42 (Karte)  |           | Bauliche Gesamtanlage Altstadt                          |    |
| weitere Bilder Fotos hochladen |                                        | Moritzstraße 43 (Karte)  |           | Bauliche Gesamtanlage Altstadt                          |    |

### Pergamentergasse
| Bild                           | Bezeichnung                                   | Lage                         | Datierung | Beschreibung                                            | ID |
| ------------------------------ | --------------------------------------------- | ---------------------------- | --------- | ------------------------------------------------------- | -- |
| BW                             | Wohnhaus                                      | Pergamentergasse 1a (Karte)  |           | einzelnes Kulturdenkmal; Bauliche Gesamtanlage Altstadt |    |
| BW                             |                                               | Pergamentergasse 2 (Karte)   |           | Bauliche Gesamtanlage Altstadt                          |    |
| BW                             |                                               | Pergamentergasse 4 (Karte)   |           | Bauliche Gesamtanlage Altstadt                          |    |
| weitere Bilder Fotos hochladen |                                               | Pergamentergasse 5 (Karte)   |           | Bauliche Gesamtanlage Altstadt                          |    |
| weitere Bilder Fotos hochladen |                                               | Pergamentergasse 6 (Karte)   |           | Bauliche Gesamtanlage Altstadt                          |    |
| weitere Bilder Fotos hochladen |                                               | Pergamentergasse 7 (Karte)   |           | Bauliche Gesamtanlage Altstadt                          |    |
| weitere Bilder Fotos hochladen |                                               | Pergamentergasse 8 (Karte)   |           | Bauliche Gesamtanlage Altstadt                          |    |
| weitere Bilder Fotos hochladen |                                               | Pergamentergasse 9 (Karte)   |           | Bauliche Gesamtanlage Altstadt                          |    |
| weitere Bilder Fotos hochladen |                                               | Pergamentergasse 10 (Karte)  |           | Bauliche Gesamtanlage Altstadt                          |    |
| weitere Bilder Fotos hochladen |                                               | Pergamentergasse 11 (Karte)  |           | Bauliche Gesamtanlage Altstadt                          |    |
| weitere Bilder Fotos hochladen |                                               | Pergamentergasse 12 (Karte)  |           | Bauliche Gesamtanlage Altstadt                          |    |
| weitere Bilder Fotos hochladen |                                               | Pergamentergasse 13 (Karte)  |           | Bauliche Gesamtanlage Altstadt                          |    |
| weitere Bilder Fotos hochladen |                                               | Pergamentergasse 14 (Karte)  |           | Bauliche Gesamtanlage Altstadt                          |    |
| weitere Bilder Fotos hochladen |                                               | Pergamentergasse 15 (Karte)  |           | Bauliche Gesamtanlage Altstadt                          |    |
| weitere Bilder Fotos hochladen | Wohn- und Geschäftshaus Zum großen Färbefasse | Pergamentergasse 16 (Karte)  |           | einzelnes Kulturdenkmal; Bauliche Gesamtanlage Altstadt |    |
| weitere Bilder Fotos hochladen | Wohn- und Geschäftshaus                       | Pergamentergasse 17 (Karte)  |           | einzelnes Kulturdenkmal; Bauliche Gesamtanlage Altstadt |    |
| weitere Bilder Fotos hochladen |                                               | Pergamentergasse 19 (Karte)  |           | Bauliche Gesamtanlage Altstadt                          |    |
| weitere Bilder Fotos hochladen |                                               | Pergamentergasse 20 (Karte)  |           | Bauliche Gesamtanlage Altstadt                          |    |
| weitere Bilder Fotos hochladen |                                               | Pergamentergasse 21 (Karte)  |           | Bauliche Gesamtanlage Altstadt                          |    |
| weitere Bilder Fotos hochladen | Wohn- und Geschäftshaus                       | Pergamentergasse 26 (Karte)  |           | einzelnes Kulturdenkmal; Bauliche Gesamtanlage Altstadt |    |
| weitere Bilder Fotos hochladen | Wohn- und Geschäftshaus                       | Pergamentergasse 27 (Karte)  |           | einzelnes Kulturdenkmal; Bauliche Gesamtanlage Altstadt |    |
| weitere Bilder Fotos hochladen | Wohn- und Geschäftshaus                       | Pergamentergasse 28 (Karte)  |           | einzelnes Kulturdenkmal; Bauliche Gesamtanlage Altstadt |    |
| weitere Bilder Fotos hochladen | Wohn- und Geschäftshaus                       | Pergamentergasse 29 (Karte)  |           | einzelnes Kulturdenkmal; Bauliche Gesamtanlage Altstadt |    |
| weitere Bilder Fotos hochladen |                                               | Pergamentergasse 30 (Karte)  |           | Bauliche Gesamtanlage Altstadt                          |    |
| weitere Bilder Fotos hochladen |                                               | Pergamentergasse 31 (Karte)  |           | Bauliche Gesamtanlage Altstadt                          |    |
| weitere Bilder Fotos hochladen | Wohnhaus                                      | Pergamentergasse 32 (Karte)  |           | einzelnes Kulturdenkmal; Bauliche Gesamtanlage Altstadt |    |
| weitere Bilder Fotos hochladen |                                               | Pergamentergasse 32a (Karte) |           | Bauliche Gesamtanlage Altstadt                          |    |
| weitere Bilder Fotos hochladen |                                               | Pergamentergasse 33 (Karte)  |           | Bauliche Gesamtanlage Altstadt                          |    |
| weitere Bilder Fotos hochladen | Wohn- und Geschäftshaus                       | Pergamentergasse 33a (Karte) |           | einzelnes Kulturdenkmal; Bauliche Gesamtanlage Altstadt |    |
| BW                             |                                               | Pergamentergasse 35 (Karte)  |           | Bauliche Gesamtanlage Altstadt                          |    |
| weitere Bilder Fotos hochladen |                                               | Pergamentergasse 36 (Karte)  |           | Bauliche Gesamtanlage Altstadt                          |    |
| weitere Bilder Fotos hochladen |                                               | Pergamentergasse 37 (Karte)  |           | Bauliche Gesamtanlage Altstadt                          |    |
| weitere Bilder Fotos hochladen |                                               | Pergamentergasse 38 (Karte)  |           | Bauliche Gesamtanlage Altstadt                          |    |
| weitere Bilder Fotos hochladen |                                               | Pergamentergasse 39 (Karte)  |           | Bauliche Gesamtanlage Altstadt                          |    |
| BW                             | Keller                                        | Pergamentergasse 40 (Karte)  |           | einzelnes Kulturdenkmal; Bauliche Gesamtanlage Altstadt |    |
| weitere Bilder Fotos hochladen |                                               | Pergamentergasse 40 (Karte)  |           | Bauliche Gesamtanlage Altstadt                          |    |
| weitere Bilder Fotos hochladen |                                               | Pergamentergasse 41 (Karte)  |           | Bauliche Gesamtanlage Altstadt                          |    |
| weitere Bilder Fotos hochladen |                                               | Pergamentergasse 42 (Karte)  |           | Bauliche Gesamtanlage Altstadt                          |    |
| weitere Bilder Fotos hochladen |                                               | Pergamentergasse 43 (Karte)  |           | Bauliche Gesamtanlage Altstadt                          |    |
| weitere Bilder Fotos hochladen |                                               | Pergamentergasse 44 (Karte)  |           | Bauliche Gesamtanlage Altstadt                          |    |
| weitere Bilder Fotos hochladen |                                               | Pergamentergasse 45 (Karte)  |           | Bauliche Gesamtanlage Altstadt                          |    |

### Webergasse
| Bild                           | Bezeichnung | Lage                                         | Datierung | Beschreibung                                            | ID |
| ------------------------------ | ----------- | -------------------------------------------- | --------- | ------------------------------------------------------- | -- |
| BW                             |             | Webergasse, Flur 139 Flurstück 167/1 (Karte) |           | Bauliche Gesamtanlage Altstadt                          |    |
| weitere Bilder Fotos hochladen |             | Webergasse 1 (Karte)                         |           | Bauliche Gesamtanlage Altstadt                          |    |
| weitere Bilder Fotos hochladen |             | Webergasse 2 (Karte)                         |           | Bauliche Gesamtanlage Altstadt                          |    |
| weitere Bilder Fotos hochladen |             | Webergasse 3 (Karte)                         |           | Bauliche Gesamtanlage Altstadt                          |    |
| weitere Bilder Fotos hochladen |             | Webergasse 4 (Karte)                         |           | Bauliche Gesamtanlage Altstadt                          |    |
| BW                             |             | Webergasse 5 (Karte)                         |           | Bauliche Gesamtanlage Altstadt                          |    |
| weitere Bilder Fotos hochladen |             | Webergasse 6 (Karte)                         |           | Bauliche Gesamtanlage Altstadt                          |    |
| weitere Bilder Fotos hochladen |             | Webergasse 7 (Karte)                         |           | Bauliche Gesamtanlage Altstadt                          |    |
| weitere Bilder Fotos hochladen |             | Webergasse 8 (Karte)                         |           | Bauliche Gesamtanlage Altstadt                          |    |
| weitere Bilder Fotos hochladen |             | Webergasse 10 (Karte)                        |           | Bauliche Gesamtanlage Altstadt                          |    |
| weitere Bilder Fotos hochladen |             | Webergasse 13 (Karte)                        |           | Bauliche Gesamtanlage Altstadt                          |    |
| weitere Bilder Fotos hochladen | Wohnhaus    | Webergasse 14 (Karte)                        |           | einzelnes Kulturdenkmal; Bauliche Gesamtanlage Altstadt |    |
| weitere Bilder Fotos hochladen |             | Webergasse 15 (Karte)                        |           | Bauliche Gesamtanlage Altstadt                          |    |
| weitere Bilder Fotos hochladen |             | Webergasse 16 (Karte)                        |           | Bauliche Gesamtanlage Altstadt                          |    |
| BW                             |             | Webergasse 16a (Karte)                       |           | Bauliche Gesamtanlage Altstadt                          |    |
| BW                             |             | Webergasse 16b (Karte)                       |           | Bauliche Gesamtanlage Altstadt                          |    |
| BW                             |             | Webergasse 16c (Karte)                       |           | Bauliche Gesamtanlage Altstadt                          |    |
| weitere Bilder Fotos hochladen |             | Webergasse 17 (Karte)                        |           | Bauliche Gesamtanlage Altstadt                          |    |
| weitere Bilder Fotos hochladen |             | Webergasse 18 (Karte)                        |           | Bauliche Gesamtanlage Altstadt                          |    |
| weitere Bilder Fotos hochladen |             | Webergasse 19 (Karte)                        |           | Bauliche Gesamtanlage Altstadt                          |    |
| weitere Bilder Fotos hochladen |             | Webergasse 25 (Karte)                        |           | Bauliche Gesamtanlage Altstadt                          |    |
| weitere Bilder Fotos hochladen |             | Webergasse 27 (Karte)                        |           | Bauliche Gesamtanlage Altstadt                          |    |
| weitere Bilder Fotos hochladen |             | Webergasse 29 (Karte)                        |           | Bauliche Gesamtanlage Altstadt                          |    |
| weitere Bilder Fotos hochladen |             | Webergasse 31 (Karte)                        |           | Bauliche Gesamtanlage Altstadt                          |    |
| weitere Bilder Fotos hochladen |             | Webergasse 32 (Karte)                        |           | Bauliche Gesamtanlage Altstadt                          |    |
| weitere Bilder Fotos hochladen |             | Webergasse 33 (Karte)                        |           | Bauliche Gesamtanlage Altstadt                          |    |
| weitere Bilder Fotos hochladen |             | Webergasse 34 (Karte)                        |           | Bauliche Gesamtanlage Altstadt                          |    |
| weitere Bilder Fotos hochladen |             | Webergasse 35 (Karte)                        |           | Bauliche Gesamtanlage Altstadt                          |    |
| weitere Bilder Fotos hochladen |             | Webergasse 36 (Karte)                        |           | Bauliche Gesamtanlage Altstadt                          |    |
| weitere Bilder Fotos hochladen |             | Webergasse 37 (Karte)                        |           | Bauliche Gesamtanlage Altstadt                          |    |
| weitere Bilder Fotos hochladen |             | Webergasse 39 (Karte)                        |           | Bauliche Gesamtanlage Altstadt                          |    |
| weitere Bilder Fotos hochladen |             | Webergasse 40 (Karte)                        |           | Bauliche Gesamtanlage Altstadt                          |    |
| weitere Bilder Fotos hochladen |             | Webergasse 41 (Karte)                        |           | Bauliche Gesamtanlage Altstadt                          |    |
| weitere Bilder Fotos hochladen |             | Webergasse 42 (Karte)                        |           | Bauliche Gesamtanlage Altstadt                          |    |
| weitere Bilder Fotos hochladen |             | Webergasse 44 (Karte)                        |           | Bauliche Gesamtanlage Altstadt                          |    |
| weitere Bilder Fotos hochladen |             | Webergasse 45 (Karte)                        |           | Bauliche Gesamtanlage Altstadt                          |    |
| weitere Bilder Fotos hochladen |             | Webergasse 46 (Karte)                        |           | Bauliche Gesamtanlage Altstadt                          |    |
| weitere Bilder Fotos hochladen | Wohnhaus    | Webergasse 47 (Karte)                        |           | einzelnes Kulturdenkmal; Bauliche Gesamtanlage Altstadt |    |
| weitere Bilder Fotos hochladen |             | Webergasse 48 (Karte)                        |           | Bauliche Gesamtanlage Altstadt                          |    |
| weitere Bilder Fotos hochladen |             | Webergasse 49 (Karte)                        |           | Bauliche Gesamtanlage Altstadt                          |    |

### Weiße Gasse
| Bild                                    | Bezeichnung                      | Lage                                         | Datierung | Beschreibung                                            | ID |
| --------------------------------------- | -------------------------------- | -------------------------------------------- | --------- | ------------------------------------------------------- | -- |
| BW                                      |                                  | Weiße Gasse, Flur 140 Flurstück 80/8 (Karte) |           | Bauliche Gesamtanlage Altstadt                          |    |
| Direkt Bild zu diesem Denkmal hochladen | Keller                           | Weiße Gasse, Flur 140 Flurstück 80/11        |           | einzelnes Kulturdenkmal; Bauliche Gesamtanlage Altstadt |    |
| Direkt Bild zu diesem Denkmal hochladen |                                  | Weiße Gasse, Flur 140 Flurstück 80/12        |           | Bauliche Gesamtanlage Altstadt                          |    |
| weitere Bilder Fotos hochladen          |                                  | Weiße Gasse 1 (Karte)                        |           | Bauliche Gesamtanlage Altstadt                          |    |
| weitere Bilder Fotos hochladen          |                                  | Weiße Gasse 1a (Karte)                       |           | Bauliche Gesamtanlage Altstadt                          |    |
| BW                                      | Keller                           | Weiße Gasse 4 (Karte)                        |           | einzelnes Kulturdenkmal; Bauliche Gesamtanlage Altstadt |    |
| BW                                      |                                  | Weiße Gasse 4 (Karte)                        |           | Bauliche Gesamtanlage Altstadt                          |    |
| weitere Bilder Fotos hochladen          |                                  | Weiße Gasse 5 (Karte)                        |           | Bauliche Gesamtanlage Altstadt                          |    |
| weitere Bilder Fotos hochladen          |                                  | Weiße Gasse 6 (Karte)                        |           | Bauliche Gesamtanlage Altstadt                          |    |
| weitere Bilder Fotos hochladen          | Wohnhaus Zum Falkenstein         | Weiße Gasse 7 (Karte)                        |           | einzelnes Kulturdenkmal; Bauliche Gesamtanlage Altstadt |    |
| weitere Bilder Fotos hochladen          | Wohnhaus                         | Weiße Gasse 8 (Karte)                        |           | einzelnes Kulturdenkmal; Bauliche Gesamtanlage Altstadt |    |
| BW                                      |                                  | Weiße Gasse 10 (Karte)                       |           | Bauliche Gesamtanlage Altstadt                          |    |
| BW                                      |                                  | Weiße Gasse 11 (Karte)                       |           | Bauliche Gesamtanlage Altstadt                          |    |
| BW                                      |                                  | Weiße Gasse 12 (Karte)                       |           | Bauliche Gesamtanlage Altstadt                          |    |
| BW                                      |                                  | Weiße Gasse 13 (Karte)                       |           | Bauliche Gesamtanlage Altstadt                          |    |
| BW                                      |                                  | Weiße Gasse 14 (Karte)                       |           | Bauliche Gesamtanlage Altstadt                          |    |
| weitere Bilder Fotos hochladen          | Wohnhaus Zur güldenen Tuchschere | Weiße Gasse 15 (Karte)                       |           | einzelnes Kulturdenkmal; Bauliche Gesamtanlage Altstadt |    |
| weitere Bilder Fotos hochladen          |                                  | Weiße Gasse 16 (Karte)                       |           | Bauliche Gesamtanlage Altstadt                          |    |
| weitere Bilder Fotos hochladen          |                                  | Weiße Gasse 17 (Karte)                       |           | Bauliche Gesamtanlage Altstadt                          |    |
| weitere Bilder Fotos hochladen          |                                  | Weiße Gasse 22 (Karte)                       |           | Bauliche Gesamtanlage Altstadt                          |    |
| weitere Bilder Fotos hochladen          | Wohnhaus                         | Weiße Gasse 23 (Karte)                       |           | einzelnes Kulturdenkmal; Bauliche Gesamtanlage Altstadt |    |
| weitere Bilder Fotos hochladen          |                                  | Weiße Gasse 24 (Karte)                       |           | Bauliche Gesamtanlage Altstadt                          |    |
| weitere Bilder Fotos hochladen          | Wohnhaus                         | Weiße Gasse 25 (Karte)                       |           | einzelnes Kulturdenkmal; Bauliche Gesamtanlage Altstadt |    |
| weitere Bilder Fotos hochladen          |                                  | Weiße Gasse 31 (Karte)                       |           | Bauliche Gesamtanlage Altstadt                          |    |
| weitere Bilder Fotos hochladen          |                                  | Weiße Gasse 32 (Karte)                       |           | Bauliche Gesamtanlage Altstadt                          |    |
| BW                                      |                                  | Weiße Gasse 35 (Karte)                       |           | Bauliche Gesamtanlage Altstadt                          |    |
| weitere Bilder Fotos hochladen          |                                  | Weiße Gasse 36 (Karte)                       |           | Bauliche Gesamtanlage Altstadt                          |    |
| BW                                      | Keller                           | Weiße Gasse 37 (Karte)                       |           | einzelnes Kulturdenkmal; Bauliche Gesamtanlage Altstadt |    |
| weitere Bilder Fotos hochladen          |                                  | Weiße Gasse 37 (Karte)                       |           | Bauliche Gesamtanlage Altstadt                          |    |
| weitere Bilder Fotos hochladen          |                                  | Weiße Gasse 38 (Karte)                       |           | Bauliche Gesamtanlage Altstadt                          |    |
| weitere Bilder Fotos hochladen          |                                  | Weiße Gasse 39 (Karte)                       |           | Bauliche Gesamtanlage Altstadt                          |    |
| BW                                      | Keller                           | Weiße Gasse 40 (Karte)                       |           | einzelnes Kulturdenkmal; Bauliche Gesamtanlage Altstadt |    |
| weitere Bilder Fotos hochladen          |                                  | Weiße Gasse 40 (Karte)                       |           | Bauliche Gesamtanlage Altstadt                          |    |
| weitere Bilder Fotos hochladen          |                                  | Weiße Gasse 40a (Karte)                      |           | Bauliche Gesamtanlage Altstadt                          |    |
| weitere Bilder Fotos hochladen          | Wohnhaus                         | Weiße Gasse 41 (Karte)                       |           | einzelnes Kulturdenkmal; Bauliche Gesamtanlage Altstadt |    |
| BW                                      |                                  | Weiße Gasse 42 (Karte)                       |           | Bauliche Gesamtanlage Altstadt                          |    |

### Ziegengasse
| Bild | Bezeichnung | Lage                   | Datierung | Beschreibung                   | ID |
| ---- | ----------- | ---------------------- | --------- | ------------------------------ | -- |
| BW   |             | Ziegengasse 1 (Karte)  |           | Bauliche Gesamtanlage Altstadt |    |
| BW   |             | Ziegengasse 2 (Karte)  |           | Bauliche Gesamtanlage Altstadt |    |
| BW   |             | Ziegengasse 3 (Karte)  |           | Bauliche Gesamtanlage Altstadt |    |
| BW   |             | Ziegengasse 4 (Karte)  |           | Bauliche Gesamtanlage Altstadt |    |
| BW   |             | Ziegengasse 5 (Karte)  |           | Bauliche Gesamtanlage Altstadt |    |
| BW   |             | Ziegengasse 6 (Karte)  |           | Bauliche Gesamtanlage Altstadt |    |
| BW   |             | Ziegengasse 8 (Karte)  |           | Bauliche Gesamtanlage Altstadt |    |
| BW   |             | Ziegengasse 10 (Karte) |           | Bauliche Gesamtanlage Altstadt |    |

## Liste der Kulturdenkmale auf dem Petersberg, dem Domberg und in der Nähe des Doms

### An den Graden
| Bild                           | Bezeichnung | Lage                    | Datierung | Beschreibung                           | ID |
| ------------------------------ | ----------- | ----------------------- | --------- | -------------------------------------- | -- |
| weitere Bilder Fotos hochladen | Wohnhaus    | An den Graden 1 (Karte) |           | Bauliche Gesamtanlage Altstadt         |    |
| BW                             |             | An den Graden 2 (Karte) |           | Neubau, Bauliche Gesamtanlage Altstadt |    |
| weitere Bilder Fotos hochladen | Wohnhaus    | An den Graden 3 (Karte) |           | Bauliche Gesamtanlage Altstadt         |    |
| BW                             | Wohnhaus    | An den Graden 4 (Karte) |           | Neubau, Bauliche Gesamtanlage Altstadt |    |
| BW                             |             | An den Graden 6 (Karte) |           | Neubau, Bauliche Gesamtanlage Altstadt |    |
| BW                             |             | An den Graden 8 (Karte) |           | Neubau, Bauliche Gesamtanlage Altstadt |    |

### Blumenstraße
| Bild                           | Bezeichnung | Lage                   | Datierung | Beschreibung                   | ID |
| ------------------------------ | ----------- | ---------------------- | --------- | ------------------------------ | -- |
| weitere Bilder Fotos hochladen |             | Blumenstraße 1 (Karte) |           | Bauliche Gesamtanlage Altstadt |    |

### Domplatz
| Bild                           | Bezeichnung                                         | Lage                   | Datierung | Beschreibung                                            | ID |
| ------------------------------ | --------------------------------------------------- | ---------------------- | --------- | ------------------------------------------------------- | -- |
| weitere Bilder Fotos hochladen | Minervabrunnen                                      | Domplatz (Karte)       |           | einzelnes Kulturdenkmal; Bauliche Gesamtanlage Altstadt |    |
| weitere Bilder Fotos hochladen | Obelisk                                             | Domplatz (Karte)       |           | einzelnes Kulturdenkmal; Bauliche Gesamtanlage Altstadt |    |
| BW                             | Wassertechnische Anlage Falllochkanal               | Domplatz (Karte)       |           | einzelnes Kulturdenkmal; Bauliche Gesamtanlage Altstadt |    |
| weitere Bilder Fotos hochladen | Bibliothek                                          | Domplatz 1 (Karte)     |           | einzelnes Kulturdenkmal; Bauliche Gesamtanlage Altstadt |    |
| weitere Bilder Fotos hochladen |                                                     | Domplatz 2 (Karte)     |           | Bauliche Gesamtanlage Altstadt                          |    |
| weitere Bilder Fotos hochladen |                                                     | Domplatz 3 (Karte)     |           | Bauliche Gesamtanlage Altstadt                          |    |
| weitere Bilder Fotos hochladen |                                                     | Domplatz 4 (Karte)     |           | Bauliche Gesamtanlage Altstadt                          |    |
| weitere Bilder Fotos hochladen |                                                     | Domplatz 5 (Karte)     |           | Bauliche Gesamtanlage Altstadt                          |    |
| weitere Bilder Fotos hochladen |                                                     | Domplatz 6 (Karte)     |           | Bauliche Gesamtanlage Altstadt                          |    |
| weitere Bilder Fotos hochladen | Wohn- und Geschäftshaus                             | Domplatz 11 (Karte)    |           | einzelnes Kulturdenkmal; Bauliche Gesamtanlage Altstadt |    |
| weitere Bilder Fotos hochladen | Wohn- und Geschäftshaus                             | Domplatz 12-13 (Karte) |           | einzelnes Kulturdenkmal; Bauliche Gesamtanlage Altstadt |    |
| weitere Bilder Fotos hochladen |                                                     | Domplatz 14 (Karte)    |           | Bauliche Gesamtanlage Altstadt                          |    |
| weitere Bilder Fotos hochladen | Wohn- und Geschäftshaus                             | Domplatz 15 (Karte)    |           | einzelnes Kulturdenkmal; Bauliche Gesamtanlage Altstadt |    |
| weitere Bilder Fotos hochladen | Wohn- und Geschäftshaus Zum bunten Adler            | Domplatz 16 (Karte)    |           | einzelnes Kulturdenkmal; Bauliche Gesamtanlage Altstadt |    |
| weitere Bilder Fotos hochladen | Wohn- und Geschäftshaus                             | Domplatz 17 (Karte)    |           | einzelnes Kulturdenkmal; Bauliche Gesamtanlage Altstadt |    |
| weitere Bilder Fotos hochladen | Wohn- und Geschäftshaus                             | Domplatz 18 (Karte)    |           | einzelnes Kulturdenkmal; Bauliche Gesamtanlage Altstadt |    |
| weitere Bilder Fotos hochladen |                                                     | Domplatz 19 (Karte)    |           | Bauliche Gesamtanlage Altstadt                          |    |
| weitere Bilder Fotos hochladen |                                                     | Domplatz 20 (Karte)    |           | Bauliche Gesamtanlage Altstadt                          |    |
| weitere Bilder Fotos hochladen |                                                     | Domplatz 21 (Karte)    |           | Bauliche Gesamtanlage Altstadt                          |    |
| weitere Bilder Fotos hochladen | Wohn- und Geschäftshaus Zum güldenen Hufeisen       | Domplatz 22 (Karte)    |           | einzelnes Kulturdenkmal; Bauliche Gesamtanlage Altstadt |    |
| weitere Bilder Fotos hochladen | Wohn- und Geschäftshaus Zur neuen Tür und Trompeten | Domplatz 23 (Karte)    |           | einzelnes Kulturdenkmal; Bauliche Gesamtanlage Altstadt |    |
| weitere Bilder Fotos hochladen |                                                     | Domplatz 24 (Karte)    |           | Bauliche Gesamtanlage Altstadt                          |    |
| weitere Bilder Fotos hochladen |                                                     | Domplatz 25 (Karte)    |           | Bauliche Gesamtanlage Altstadt                          |    |
| weitere Bilder Fotos hochladen |                                                     | Domplatz 26 (Karte)    |           | Bauliche Gesamtanlage Altstadt                          |    |
| weitere Bilder Fotos hochladen |                                                     | Domplatz 27 (Karte)    |           | Bauliche Gesamtanlage Altstadt                          |    |
| weitere Bilder Fotos hochladen | Wohn- und Geschäftshaus                             | Domplatz 30 (Karte)    |           | einzelnes Kulturdenkmal; Bauliche Gesamtanlage Altstadt |    |
| weitere Bilder Fotos hochladen | Geschäftshaus Zur hohen Lilie                       | Domplatz 31 (Karte)    |           | einzelnes Kulturdenkmal; Bauliche Gesamtanlage Altstadt |    |
| weitere Bilder Fotos hochladen |                                                     | Domplatz 32 (Karte)    |           | Bauliche Gesamtanlage Altstadt                          |    |
| weitere Bilder Fotos hochladen | Wohn- und Geschäftshaus                             | Domplatz 34 (Karte)    |           | einzelnes Kulturdenkmal; Bauliche Gesamtanlage Altstadt |    |
| weitere Bilder Fotos hochladen | Wohn- und Geschäftshaus Zum Bock                    | Domplatz 35 (Karte)    |           | einzelnes Kulturdenkmal; Bauliche Gesamtanlage Altstadt |    |
| weitere Bilder Fotos hochladen | Gerichtsgebäude                                     | Domplatz 37 (Karte)    |           | einzelnes Kulturdenkmal; Bauliche Gesamtanlage Altstadt |    |

### Domstraße
| Bild                           | Bezeichnung  | Lage                            | Datierung | Beschreibung                                                             | ID |
| ------------------------------ | ------------ | ------------------------------- | --------- | ------------------------------------------------------------------------ | -- |
| BW                             |              | Domstraße 1a (Karte)            |           | Bauliche Gesamtanlage Altstadt                                           |    |
| BW                             |              | Domstraße 1b (Karte)            |           | Bauliche Gesamtanlage Altstadt                                           |    |
| BW                             |              | Domstraße 1c (Karte)            |           | Bauliche Gesamtanlage Altstadt                                           |    |
| BW                             |              | Domstraße 1d (Karte)            |           | Bauliche Gesamtanlage Altstadt                                           |    |
| BW                             |              | Domstraße 1e (Karte)            |           | Bauliche Gesamtanlage Altstadt                                           |    |
| BW                             |              | Domstraße 1f (Karte)            |           | Bauliche Gesamtanlage Altstadt                                           |    |
| weitere Bilder Fotos hochladen |              | Domstraße 2 (Karte)             |           | Bauliche Gesamtanlage Altstadt                                           |    |
| BW                             |              | Domstraße 2a (Karte)            |           | Bauliche Gesamtanlage Altstadt                                           |    |
| BW                             |              | Domstraße 2b (Karte)            |           | Bauliche Gesamtanlage Altstadt                                           |    |
| BW                             |              | Domstraße 2c (Karte)            |           | Bauliche Gesamtanlage Altstadt                                           |    |
| BW                             |              | Domstraße 2d (Karte)            |           | Bauliche Gesamtanlage Altstadt                                           |    |
| BW                             |              | Domstraße 2e (Karte)            |           | Bauliche Gesamtanlage Altstadt                                           |    |
| weitere Bilder Fotos hochladen |              | Domstraße 3 (Karte)             |           | Bauliche Gesamtanlage Altstadt                                           |    |
| BW                             |              | Domstraße 4 (Karte)             |           | Bauliche Gesamtanlage Altstadt                                           |    |
| BW                             |              | Domstraße 4a (Karte)            |           | Bauliche Gesamtanlage Altstadt                                           |    |
| BW                             |              | Domstraße 4b (Karte)            |           | Bauliche Gesamtanlage Altstadt                                           |    |
| weitere Bilder Fotos hochladen |              | Domstraße 5 (Karte)             |           | Bauliche Gesamtanlage Altstadt                                           |    |
| weitere Bilder Fotos hochladen |              | Domstraße 6 (Karte)             |           | Bauliche Gesamtanlage Altstadt                                           |    |
| weitere Bilder Fotos hochladen |              | Domstraße 7 (Karte)             |           | Bauliche Gesamtanlage Altstadt                                           |    |
| weitere Bilder Fotos hochladen |              | Domstraße 8 (Karte)             |           | Bauliche Gesamtanlage Altstadt                                           |    |
| BW                             |              | Domstraße 9 (Karte)             |           | Bauliche Gesamtanlage Altstadt                                           |    |
| weitere Bilder Fotos hochladen | Erfurter Dom | Domstraße 10, Domstufen (Karte) |           | mit Ausstattung; einzelnes Kulturdenkmal; Bauliche Gesamtanlage Altstadt |    |
| weitere Bilder Fotos hochladen | Klausur      | Domstraße 10, Domstufen (Karte) |           | einzelnes Kulturdenkmal; Bauliche Gesamtanlage Altstadt                  |    |
| BW                             | Nebenanlage  | Domstraße 10, Domstufen (Karte) |           | einzelnes Kulturdenkmal; Bauliche Gesamtanlage Altstadt                  |    |

### Domstufen
| Bild                           | Bezeichnung            | Lage                | Datierung | Beschreibung                                            | ID |
| ------------------------------ | ---------------------- | ------------------- | --------- | ------------------------------------------------------- | -- |
| weitere Bilder Fotos hochladen | Dompropstei, Wohnhaus  | Domstufen 1 (Karte) |           | einzelnes Kulturdenkmal; Bauliche Gesamtanlage Altstadt |    |
| weitere Bilder Fotos hochladen | Wohnhaus, Nebengebäude | Domstufen 2 (Karte) |           | einzelnes Kulturdenkmal; Bauliche Gesamtanlage Altstadt |    |

### Hugo-Preuß-Platz
| Bild | Bezeichnung | Lage                       | Datierung | Beschreibung                   | ID |
| ---- | ----------- | -------------------------- | --------- | ------------------------------ | -- |
| BW   |             | Hugo-Preuß-Platz 1 (Karte) |           | Bauliche Gesamtanlage Altstadt |    |

### Lauentor
| Bild                           | Bezeichnung                           | Lage               | Datierung | Beschreibung                                            | ID |
| ------------------------------ | ------------------------------------- | ------------------ | --------- | ------------------------------------------------------- | -- |
| weitere Bilder Fotos hochladen | Wassertechnische Anlage Falllochkanal | Lauentor (Karte)   |           | einzelnes Kulturdenkmal; Bauliche Gesamtanlage Altstadt |    |
| BW                             |                                       | Lauentor 1 (Karte) |           | Bauliche Gesamtanlage Altstadt                          |    |
| BW                             |                                       | Lauentor 2 (Karte) |           | Bauliche Gesamtanlage Altstadt                          |    |

### Maximilian-Welsch-Straße
| Bild                           | Bezeichnung                           | Lage                                | Datierung | Beschreibung                                            | ID |
| ------------------------------ | ------------------------------------- | ----------------------------------- | --------- | ------------------------------------------------------- | -- |
| BW                             | Industriegebäude ehemals Gewehrfabrik | Maximilian-Welsch-Straße 2 (Karte)  |           | einzelnes Kulturdenkmal; Bauliche Gesamtanlage Altstadt |    |
| weitere Bilder Fotos hochladen | Industriegebäude ehemals Gewehrfabrik | Maximilian-Welsch-Straße 2a (Karte) |           | einzelnes Kulturdenkmal; Bauliche Gesamtanlage Altstadt |    |
| BW                             | Industriegebäude                      | Maximilian-Welsch-Straße 2b (Karte) |           | einzelnes Kulturdenkmal; Bauliche Gesamtanlage Altstadt |    |
| BW                             |                                       | Maximilian-Welsch-Straße 4 (Karte)  |           | Bauliche Gesamtanlage Altstadt                          |    |

### Petersberg
Die Zitadelle Petersberg umfasst neben den Bauten folgende Flurstücke 1/17, 1/96, 1/97, 1/103, 1/125, 1/127, 1/131, 1/136, 1/137, 1/138, 13/2, 13/6, 13/7, 13/8, 13/9, 13/10, 14/4, 14/5, 14/6, 14/8, 17/9, 17/10, 17/12, 17/13, 17/19, 17/20 der Flur 156.

| Bild                           | Bezeichnung                                         | Lage                                     | Datierung | Beschreibung                                            | ID |
| ------------------------------ | --------------------------------------------------- | ---------------------------------------- | --------- | ------------------------------------------------------- | -- |
| weitere Bilder Fotos hochladen | Zitadelle Petersberg: Kriegspulvermagazin Nr. 1     | Petersberg, Flur Flurstück 134/1 (Karte) |           | einzelnes Kulturdenkmal; Bauliche Gesamtanlage Altstadt |    |
| weitere Bilder Fotos hochladen | Zitadelle Petersberg: Peterstor und Kommandantenbau | Petersberg 3 (Karte)                     |           | einzelnes Kulturdenkmal; Bauliche Gesamtanlage Altstadt |    |
| weitere Bilder Fotos hochladen | Zitadelle Petersberg: Obere Kaserne, Kaserne A      | Petersberg 4, 4a, 4b, 4c (Karte)         |           | einzelnes Kulturdenkmal; Bauliche Gesamtanlage Altstadt |    |
| BW                             | Zitadelle Petersberg: Hornwerkkaserne               | Petersberg 5 (Karte)                     |           | einzelnes Kulturdenkmal; Bauliche Gesamtanlage Altstadt |    |
| weitere Bilder Fotos hochladen | Zitadelle Petersberg: Friedenspulvermagzin Nr. 5    | Petersberg 7 (Karte)                     |           | einzelnes Kulturdenkmal; Bauliche Gesamtanlage Altstadt |    |
| weitere Bilder Fotos hochladen | Zitadelle Petersberg: Geschützkaponniere 1          | Petersberg 8 (Karte)                     |           | einzelnes Kulturdenkmal; Bauliche Gesamtanlage Altstadt |    |
| weitere Bilder Fotos hochladen | Zitadelle Petersberg: Neue Hauptwache               | Petersberg 10 (Karte)                    |           | einzelnes Kulturdenkmal; Bauliche Gesamtanlage Altstadt |    |
| weitere Bilder Fotos hochladen | Zitadelle Petersberg: Militärarrestanstalt          | Petersberg 10a (Karte)                   |           | einzelnes Kulturdenkmal; Bauliche Gesamtanlage Altstadt |    |
| BW                             | Zitadelle Petersberg                                | Petersberg 11 (Karte)                    |           | Bauliche Gesamtanlage Altstadt                          |    |
| weitere Bilder Fotos hochladen | Zitadelle Petersberg: Artilleriekaserne, Kaserne B  | Petersberg 12 (Karte)                    |           | einzelnes Kulturdenkmal; Bauliche Gesamtanlage Altstadt |    |
| BW                             | Zitadelle Petersberg                                | Petersberg 13 (Karte)                    |           | einzelnes Kulturdenkmal; Bauliche Gesamtanlage Altstadt |    |
| weitere Bilder Fotos hochladen | Zitadelle Petersberg: Peterskirche                  | Petersberg 14 (Karte)                    |           | einzelnes Kulturdenkmal; Bauliche Gesamtanlage Altstadt |    |
| weitere Bilder Fotos hochladen | Zitadelle Petersberg: Defensionskaserne             | Petersberg 15 (Karte)                    |           | einzelnes Kulturdenkmal; Bauliche Gesamtanlage Altstadt |    |
| weitere Bilder Fotos hochladen | Zitadelle Petersberg: Schirrmeisterhaus             | Petersberg 17 (Karte)                    |           | einzelnes Kulturdenkmal; Bauliche Gesamtanlage Altstadt |    |
| weitere Bilder Fotos hochladen | Zitadelle Petersberg: Stadtküche                    | Petersberg 18 (Karte)                    |           | einzelnes Kulturdenkmal; Bauliche Gesamtanlage Altstadt |    |
| weitere Bilder Fotos hochladen | Zitadelle Petersberg: Untere Kaserne                | Petersberg 19 (Karte)                    |           | einzelnes Kulturdenkmal; Bauliche Gesamtanlage Altstadt |    |
| BW                             | Zitadelle Petersberg, Geschützkaponiere Nr. 2       | Petersberg 24 (Karte)                    |           | einzelnes Kulturdenkmal; Bauliche Gesamtanlage Altstadt |    |
| BW                             | Zitadelle Petersberg, Raufutterscheune              | Petersberg 25 (Karte)                    |           | einzelnes Kulturdenkmal; Bauliche Gesamtanlage Altstadt |    |
| BW                             | Zitadelle Petersberg                                | Petersberg 26a (Karte)                   |           | einzelnes Kulturdenkmal; Bauliche Gesamtanlage Altstadt |    |
| BW                             | Zitadelle Petersberg                                | Petersberg 26b (Karte)                   |           | einzelnes Kulturdenkmal; Bauliche Gesamtanlage Altstadt |    |
| BW                             | Zitadelle Petersberg                                | Petersberg 26d (Karte)                   |           | einzelnes Kulturdenkmal; Bauliche Gesamtanlage Altstadt |    |
| BW                             | Zitadelle Petersberg                                | Petersberg 28 (Karte)                    |           | einzelnes Kulturdenkmal; Bauliche Gesamtanlage Altstadt |    |

### Peterstraße
| Bild | Bezeichnung                                | Lage                  | Datierung | Beschreibung                                            | ID |
| ---- | ------------------------------------------ | --------------------- | --------- | ------------------------------------------------------- | -- |
| BW   | Geschäftshaus, ehemals Artilleriewagenhaus | Peterstraße 1 (Karte) |           | einzelnes Kulturdenkmal; Bauliche Gesamtanlage Altstadt |    |
| BW   |                                            | Peterstraße 5 (Karte) |           | Bauliche Gesamtanlage Altstadt                          |    |

### Petrinistraße
| Bild | Bezeichnung                       | Lage                    | Datierung | Beschreibung                                            | ID |
| ---- | --------------------------------- | ----------------------- | --------- | ------------------------------------------------------- | -- |
| BW   | Zitadelle Petersberg, Wachgebäude | Petrinistraße 2 (Karte) |           | einzelnes Kulturdenkmal; Bauliche Gesamtanlage Altstadt |    |

### Severihof
| Bild                           | Bezeichnung                | Lage                | Datierung | Beschreibung                                                             | ID |
| ------------------------------ | -------------------------- | ------------------- | --------- | ------------------------------------------------------------------------ | -- |
| weitere Bilder Fotos hochladen | Severikirche               | Severihof (Karte)   |           | mit Ausstattung; einzelnes Kulturdenkmal; Bauliche Gesamtanlage Altstadt |    |
| weitere Bilder Fotos hochladen | Sogenannter Bonifatiusturm | Severihof 1 (Karte) |           | einzelnes Kulturdenkmal; Bauliche Gesamtanlage Altstadt                  |    |
| BW                             | Keller                     | Severihof 2 (Karte) |           | einzelnes Kulturdenkmal                                                  |    |
| weitere Bilder Fotos hochladen |                            | Severihof 2 (Karte) |           | Bauliche Gesamtanlage Altstadt                                           |    |
| weitere Bilder Fotos hochladen | Wohnhaus                   | Severihof 3 (Karte) |           | einzelnes Kulturdenkmal; Bauliche Gesamtanlage Altstadt                  |    |

### Stiftsgasse
| Bild                           | Bezeichnung | Lage                   | Datierung | Beschreibung                                            | ID |
| ------------------------------ | ----------- | ---------------------- | --------- | ------------------------------------------------------- | -- |
| BW                             | Brücke      | Stiftsgasse (Karte)    |           | einzelnes Kulturdenkmal; Bauliche Gesamtanlage Altstadt |    |
| weitere Bilder Fotos hochladen |             | Stiftsgasse 1 (Karte)  |           | Bauliche Gesamtanlage Altstadt                          |    |
| weitere Bilder Fotos hochladen |             | Stiftsgasse 2 (Karte)  |           | Bauliche Gesamtanlage Altstadt                          |    |
| weitere Bilder Fotos hochladen |             | Stiftsgasse 3 (Karte)  |           | Bauliche Gesamtanlage Altstadt                          |    |
| weitere Bilder Fotos hochladen |             | Stiftsgasse 4 (Karte)  |           | Bauliche Gesamtanlage Altstadt                          |    |
| weitere Bilder Fotos hochladen |             | Stiftsgasse 4a (Karte) |           | Bauliche Gesamtanlage Altstadt                          |    |